# گبی باست
گبی باست (فرانسوی: Gaby Basset‎؛ ۲۹ مارس ۱۹۰۲ – ۷ اکتبر ۲۰۰۱) هنرپیشه اهل فرانسه بود.
از فیلم‌ها یا برنامه‌های تلویزیونی که وی در آن نقش داشته‌است می‌توان به شیطان و ده فرمان، راه جوانی اشاره کرد.